# دورو ایساک
دورو ایساک (انگلیسی: Doru Isac؛ زادهٔ ۱۴ ژوئیهٔ ۱۹۶۲) بازیکن فوتبال، و سرمربی (فوتبال) اهل رومانی است.